# Pfarrgasse 13 (Bad Camberg)

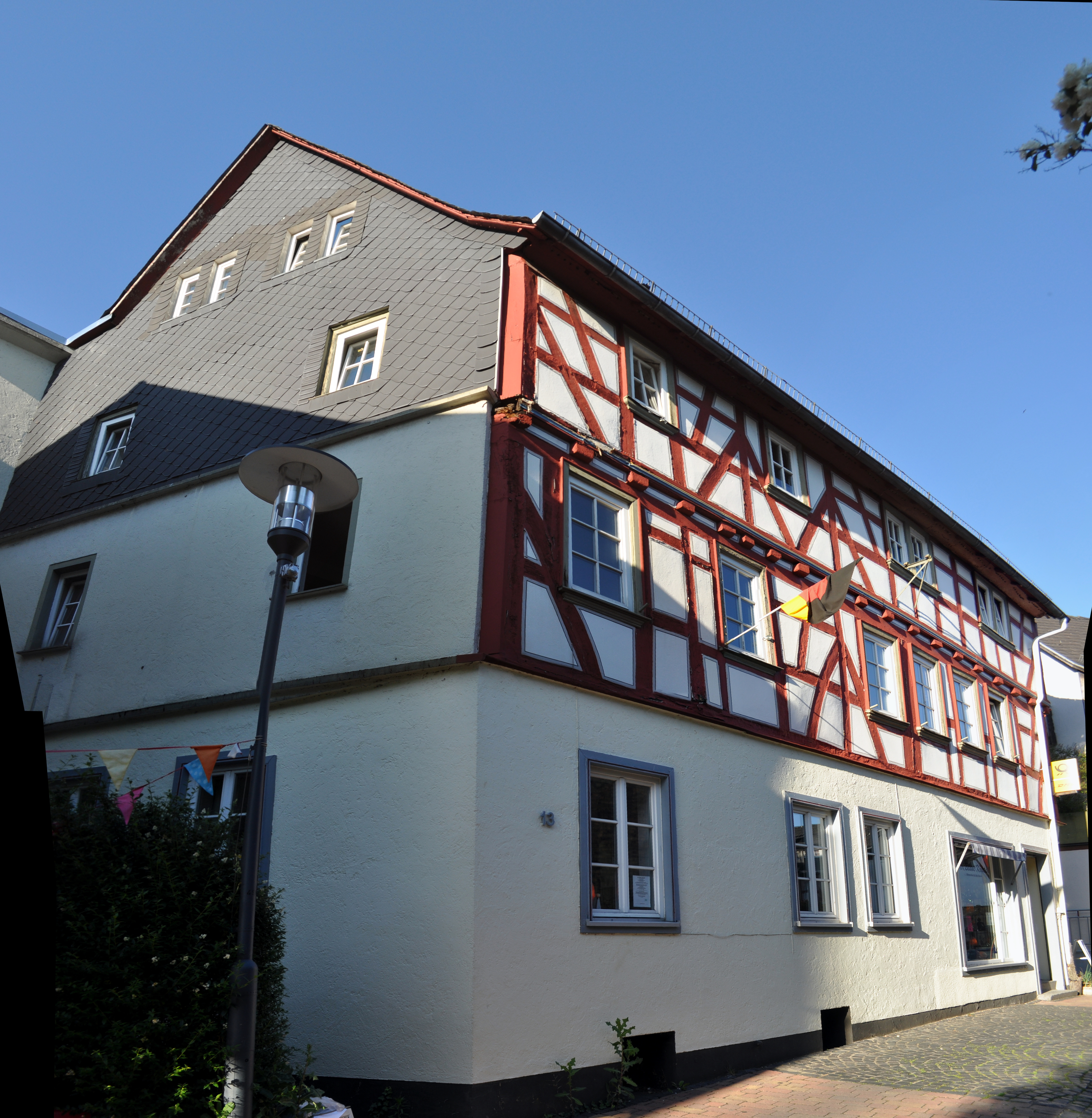
Gebäude Pfarrgasse 13 in Bad Camberg

Das Gebäude Pfarrgasse 13 in Bad Camberg, einer Stadt im Süden des mittelhessischen Landkreises Limburg-Weilburg, wurde im 17. Jahrhundert errichtet. Das Wohnhaus ist ein geschütztes Kulturdenkmal.
Das freistehende Fachwerkhaus steht über einem trapezförmig verzogenen Grundriss. Es hat dadurch schlanke, gestreckte Proportionen, die noch betont werden durch das konstruktiv wirkende Fachwerk mit Parallelstreben und das steile Dach.
Die Lage und die Bauweise haben zu einem eigenwilligen Haustyp geführt. Das Erdgeschoss wurde massiv erneuert.